# Vargblod
Vargblod (originaltitel Wolfblood) är en brittisk-tysk fantasydrama-TV-serie. TV-serien riktar sig till ungdomar. Det är en samproduktion mellan CBBC och ZDF / ZDFE. Fem säsonger har sänts; säsong ett började i september 2012. En femte säsong tillkännagavs den 6 juni 2016 och kommer eventuellt att sändas i början av 2017.

## Handling
Säsong 1
Maddy Smith är inte som andra tonåringar - hon och hennes familj tillhör ett människoliknande släkte som kallas vargblod. De är som människor i stort sett allt, förutom deras otroligt utvecklade sinnen, styrka, snabbhet, och framförallt att kunna förvandla sig till en varg. Resten av omgivningen känner givetvis inte till det; det måste till varje pris hållas hemligt. Shannon Kelly och Tom Okanawe är Maddys bästa vänner, och Maddy har ofta dåligt samvete över att behöva ljuga för dem. När Rhydian Morris flyttar in i staden förändras hela Maddys tillvaro - han är också ett vargblod! I hela Rhydians liv har han växlat mellan att bo i olika fosterfamiljer, han hittades övergiven i skogen när han var liten och minns inget av sina föräldrar.

## Huvudroller
- Aimee Kelly - Madeline "Maddy" Smith
- Bobby Lockwood - Rhydian Morris
- Kedar Williams-Stirling - Tom Okanawe
- Louisa Connolly-Burnham - Shannon Kelly
- Leona Vaughan - Jana
- Louis Payne - Terrence "TJ" Cipriani
- Gabrielle Green - Katrina McKenzie
- Jack Brett Anderson - Matei Covaci
- Sydney Wade - Emilia Covaci
- Michelle Gayle - Imara Cipriani
- Rukku Nahar - Selina Khan

## Återkommande roller
- Chloe Hesar - Carrie
- Natasha Goulden - Robyn
- Shaun Dooley - Alexander "Alex" Kincaid
- Jacqueline Boatswain - Victoria Sweeney
- Mandeep Dhillon -  Dacia Turner
- Dean Bone - Harry Averwood
- Effie Woods - Rebecca Whitewood
- Cerith Flinn - Aran
- Lisa Marged - Meinir
- Alun Raglan - Alric
- Siwan Morris - Ceri
- Ursula Holden-Gill - Miss Fitzgerald
- Angela Lonsdale - Emma Smith
- Shorelle Hepkin - Kay Lawrence
- Rachel Teate - Kara Waterman
- Jonathan Raggett - as Jimi Chen
- Niek Versteeg -  Liam Hunter
- Nahom Kassa - Sam
- Mark Fleischmann - Mr. Jeffries
- Marcus Garvey - Daniel "Dan" Smith

### Fotnoter
1. ↑  Gavin Havery (4 februari 2012). ”BBC to film new children's drama Wolfblood in North-East” (på engelska). Northern Echo. http://www.thenorthernecho.co.uk/news/9512804.BBC_to_film_new_children_s_drama_Wolfblood_in_North_East/. Läst 6 november 2016.